# Авироль
Авироль (англ. Avirol) — товарное название группы промышленных химических продуктов, содержащих поверхностно-активные вещества, в основном соли сульфоэфиров или алкилсульфоэфиров жирных кислот. Основное предназначение и применение — средство для обработки волокон в производствах искусственного волокна, в прядильных и ткацких производствах. Используется как смачиватель, компонент замасливающих смесей, для авиважа, очистки тканей и других материалов от загрязнений, и для других целей.

## Торговая марка
Торговая марка «Avirol» по состоянию на 2015 год принадлежит компании, ассоциированной с концерном «Хенкель», зарегистрирована в базе торговых марок США (USPTO).

## Товарные продукты
В СССР выпускался и в России под названием «Авироль» продолжает выпускаться водный раствор бутилоктадеканоато-9-сульфата аммония CH3(CH2)8CH(OSО3NH4)(CH2)7COOC4H9 с содержанием основного вещества не менее 60 % и содержанием воды не более 25 %. Применяют как эмульгатор минеральных масел в составе авиважных и замасливающих препаратов в производстве химических волокон. Обработка волокон авиролем придаем им мягкий гриф и блеск.
За рубежом выпускается несколько марок: Avirol 101, Avirol SL 2010 и другие, в которых основной компонент — лаурилсульфат натрия.

## Физические свойства
Коричневая прозрачная маслянистая жидкость. Плотность около 1 г/см3 (при температуре 20°С)